# Tabanus fulvilineus
Tabanus fulvilineus är en tvåvingeart som beskrevs av Hayakawa och Takahasi 1983. Tabanus fulvilineus ingår i släktet Tabanus och familjen bromsar. Inga underarter finns listade i Catalogue of Life.